# ミラーズ・フェリー (アラバマ州)
ミラーズ・フェリー（Millers Ferry）は、アメリカ合衆国のアラバマ州ウィルコックス郡にある非法人地域。

## 地形
ミラーズ・フェリーは、北緯32度05分58秒 西経87度22分03秒 / 北緯32.09958度 西経87.36749度座標: 北緯32度05分58秒 西経87度22分03秒 / 北緯32.09958度 西経87.36749度に位置しており、海抜は131フィート (40 m).

## 歴史
2007年3月1日に竜巻により1人が死亡し、2人が行方不明となり、70の家がダメージを受けた。この竜巻により200万ドルの被害が出た。